# Stora tärnet
Stora tärnet är en sjö i Karlsborgs kommun i Västergötland och ingår i Motala ströms huvudavrinningsområde.